# Urbanice (okres Pardubice)
Obec Urbanice se nachází v okrese Pardubice, kraj Pardubický. Žije zde 65 obyvatel.

## Historie
První písemná zmínka o obci pochází z roku 1383.